# Dani Levy
Dani Levy (ur. 17 listopada 1957 w Bazylei) – szwajcarski reżyser teatralny i filmowy, aktor i scenarzysta.
Jest pochodzenia żydowskiego. Występował w lokalnym teatrze w Bazylei (1977–1979), zanim w 1980 roku przeniósł się do Berlina. Debiutował jako współreżyser i scenarzysta filmu Du mich auch (1986), gdzie zagrał postać Romea, a Anja Franke, współscenarzystka i reżyserka, wystąpiła w roli Julii. Za reżyserię komedii RobbyKallePaul (1989) odebrał nagrodę publiczności na Max Ophuls Festival. Dramat Cicha noc (Stille Nacht, 1995) przyniósł mu nagrodę publiczności nagrodę im. Alfreda Bauera na festiwalu w Berlinie oraz został nominowany do berlińskiej nagrody Złotego Niedźwiedzia. Reżyser m.in. Adolf H. – Ja wam pokażę (Mein Führer – Die wirklich wahrste Wahrheit über Adolf Hitler, 2007).
Żonaty z charakteryzatorką Sabine Liedl. Mają dwoje dzieci: córkę Hannah i syna Joshuę.